# I liga urugwajska w piłce nożnej (1915)
- Mistrz Urugwaju 1915: Club Nacional de Football
- Wicemistrz Urugwaju 1915: CA Peñarol
- Spadek do drugiej ligi: Bristol Montevideo, Independencia Montevideo
- Awans z drugiej ligi: Dublín Montevideo

Mistrzostwa Urugwaju w roku 1915 były mistrzostwami rozgrywanymi według systemu, w którym wszystkie kluby rozgrywały ze sobą mecze każdy z każdym u siebie i na wyjeździe, a o tytule mistrza i dalszej kolejności decydowała końcowa tabela. Ponieważ spadły dwa kluby, a awansował tylko jeden, liga zmniejszyła się z 10 do 9 klubów.

## Primera División

### Końcowa tabela sezonu 1915
| Poz | Klub                      | Mecze | Zw | Rem | Por | Pkt | BrZd | BrStr |
| --- | ------------------------- | ----- | -- | --- | --- | --- | ---- | ----- |
| 1   | Club Nacional de Football | 18    | 13 | 3   | 2   | 29  | 33   | 9     |
| 2   | CA Peñarol                | 18    | 12 | 3   | 3   | 27  | 37   | 8     |
| 3   | Universal Montevideo      | 18    | 10 | 3   | 5   | 23  | 29   | 25    |
| 4   | Defensor Sporting         | 18    | 9  | 2   | 7   | 20  | 16   | 20    |
| 5   | Montevideo Wanderers      | 18    | 9  | 1   | 8   | 19  | 19   | 23    |
| 6   | River Plate FC Montevideo | 18    | 7  | 3   | 8   | 17  | 18   | 15    |
| 7   | Central Montevideo        | 18    | 7  | 1   | 10  | 15  | 15   | 19    |
| 8   | Reformers Montevideo      | 18    | 5  | 3   | 10  | 13  | 10   | 20    |
| 9   | Bristol Montevideo        | 18    | 5  | 1   | 12  | 11  | 9    | 27    |
| 10  | Independencia Montevideo  | 18    | 2  | 2   | 14  | 6   | 9    | 29    |